# Kamal ad-Din Badi
Kamal ad-Din Badi, Kamaluddin Badi (arab. كمال الدين بادي, Kamāl ad-Dīn Bādī) – libijski siatkarz, olimpijczyk. 
Brał udział w igrzyskach olimpijskich w 1980 roku (Moskwa). Wystąpił w czterech spotkaniach, wszystkich przegranych wyraźnie 0–3 (zagrał w czterech grupowych z Jugosławią, Polską, Rumunią i Brazylią). Zajął wraz z kolegami ostatnie 10. miejsce.